# مركب H6
مركب H6 هو عبارة عن خليط عسكري قابل للانفجار مكون من النسب المئوية التالية حسب الوزن:
- 44.0 ٪ آر دي إكس
- 29.5 ٪ تي إن تي
- 21.0 ٪ مسحوق الألومنيوم
- 5.00 ٪ شمع البارافين كعامل ملين.
- 0.50 ٪ كلوريد الكالسيوم

يستخدم H6 في عدد من التطبيقات العسكرية وتحديدا ذخائر تحت الماء مثل:
1. المناجم البحرية
2. الطوربيدات

و H6 حل محل توربكس بشكل عام حيث انه أقل حساسية للصدمة وله خصائص تخزين أكثر استقرارا وهو أقوى بـ 1.35 مرة تقريبا من مادة تي إن تي الصافي.

## الخصائص
- الكثافة: 1.72 جم / سم3
- سرعة التفجير: 7,367 م / ثانية[1]